# Catar nos Jogos Olímpicos de Verão de 1996
Catar participou dos Jogos Olímpicos de Verão de 1996 em Atlanta, Estados Unidos. O país não conquistou nenhuma medalha, nem a ouro nem a de prata nem a de bronze.